# Groupe islamique armé
Pour les articles homonymes, voir GIA.
 (août 2023).
Si vous disposez d'ouvrages ou d'articles de référence ou si vous connaissez des sites web de qualité traitant du thème abordé ici, merci de compléter l'article en donnant les références utiles à sa vérifiabilité et en les liant à la section « Notes et références ».
 (août 2017).
Le Groupe islamique armé (dit « GIA ») (en arabe : الجماعة الإسلامية المسلحة, al-Jama'ah al-Islamiyah al-Musallaha) est une organisation terroriste islamiste d'idéologie salafiste djihadiste créée lors de la guerre civile algérienne. Son but déclaré est de renverser le gouvernement algérien pour le remplacer par un État islamique.
L'organisation est une nébuleuse placée sur la liste officielle des organisations terroristes du Canada, des États-Unis, du Royaume-Uni et de la France. Elle est considérée par l'ONU comme proche d'Al-Qaïda et, à ce titre, elle est sanctionnée par le Conseil de sécurité des Nations unies.

## Histoire
Le 26 décembre 1991, le Front Islamique du Salut (FIS), formation politique militant pour la création d'un État islamique, arrive en tête du premier tour des élections législatives en Algérie. Le gouvernement décide d’annuler le second tour. Après cette décision, le GIA se lance dans la lutte armée. Ses activités se caractérisent par des attentats contre la population civile et contre d'autres groupes islamistes armés. Une unité spécialisée est créée, Katibat al-Mawt (Brigade de la Mort), dont la devise est reprise par le reste des unités de l'organisation : « Du sang, du sang, de la destruction, de la destruction. Ni trêve, ni dialogue, ni réconciliation ! »,. L'organisation est issue de la fusion en octobre 1992, de deux groupes : le Mouvement islamique armé (MIA) de Mansouri Meliani et celui d'Abdelhak Layada.[réf. souhaitée]
Le GIA est une organisation non centralisée et morcelée, dirigée par l’émir Abou Abd Ahmed (ou Mourad Si Ahmed, surnommé « Djafaar al-Afghani »), et Djamel Zitouni. L’effectif des combattants du GIA est réparti en plusieurs clans. Les estimations vont de 27 000 membres en 1993 et à 40 000 en 1994. Tout comme le FIS, le GIA est divisé en deux clans, les salafistes qui cherchent à mettre au point une révolution islamique mondiale et les djazaristes d'obédience plus nationaliste qui cherchent à prendre le pouvoir en Algérie.
Le GIA est composé de volontaires (dont Mokhtar Belmokhtar) formés militairement durant la guérilla dans les maquis d'Afghanistan qu'ils ont rejoints dès les années 1983-1984. Créée en juin 1990, l'organisation Le Jour du jugement d'Aïssa Messaoudi (en)(dit Tayeb el-Afghani) commet le 29 novembre 1991, le premier attentat de la période, en tuant trois sentinelles du 15e groupe des gardes-frontières de Guemar.
En 1993, le GIA édite une publication en Angleterre, Al-Ansar. À la même époque, sa Katiba Al-Maout (« Unité de la Mort »), commet et revendique plusieurs actions violentes partout en Algérie.
Le 26 mai 1998, deux semaines avant la coupe du monde de football, une opération visant des islamistes rattachés au GIA est lancée dans cinq pays (Allemagne, Belgique, France, Italie et Suisse). Une centaine d'individus sont alors appréhendés, dont trois personnes influentes (Adel Mechat, un important représentant d'Hassan Hattab en Europe, Omar Saïki et Abdallah Khinai). Ces trois islamistes avaient vocation à ranimer les réseaux déjà créés en Europe et affiliés au GIA, et à recruter de nouveaux adhérents.
Les communiqués du GIA sont adressés par fax et par appel téléphonique à la radio marocaine arabophone Médi 1 par un homme se présentant comme Mohamed Redouane, chargé des « relations extérieures » du mouvement.[réf. souhaitée]
Le GIA, une organisation puissante
Grâce à ses réseaux de soutien de toute sorte à partir de l’étranger (notamment les États-Unis, la France, la Belgique, le Royaume-Uni, l’Allemagne, la Suisse et des pays arabes tels que l'Arabie saoudite ou le Yémen), le GIA prend en quelques années une stature médiatique de premier plan, et s'impose dans les consciences comme un acteur prépondérant du terrorisme islamique. Il entend rester le seul à conduire le « Djihad » en Algérie, tolère difficilement la concurrence et s'en prend à quiconque se permet la moindre divergence quant à ses décisions. Dans cet esprit, Djamel Zitouni a envoyé son « officier exégète » au Soudan pour en avertir Ben Laden à la fin de l’année 1995. Cet émissaire, Radouane Makadour (dit Abou Bassir), lui a signifié que le GIA « égorgera quiconque présentera une aide quelle que soit sa nature et son volume à n’importe qui en dehors de [lui]. Personne ne doit s’ingérer en Algérie sans passer par [lui] ».[réf. nécessaire]

## Rapport entre le GIA et le FIS
L'objectif politique du GIA et de l'Armée islamique du salut (AIS, branche armée du FIS) est le même mais l'AIS a plusieurs fois condamné les actions violentes du GIA. Pour l'organisation terroriste en revanche, un rapprochement avec l'aile modérée du FIS est exclu et ses membres, partisans à l'époque du dialogue avec le gouvernement, méritent la mort.
Le groupe terroriste est aujourd'hui largement marginalisé à la suite des initiatives d’amnistie générale du président Abdelaziz Bouteflika après les années 2000, qui ont permis à des milliers de combattants de retrouver une vie normale. Quant à l'armée régulière, elle considère officiellement avoir pratiquement anéanti l'organisation.

### Hypothèse de la manipulation politique du GIA
Selon l'étude menée par Nafeez Mosaddeq Ahmed, le GIA aurait vu sa création instrumentalisée par le régime algérien pour discréditer les milieux islamistes et contrôler la population qui avait porté le FIS au pouvoir en décembre 1991,. Un courant dissident[De quoi ?][Lequel ?], à la suite de l'affaire de l'assassinat des moines du monastère de Tibhirine, impute désormais les manœuvres terroristes du GIA à des membres violents du FLN dans le but de mobiliser l'opinion internationale en faveur du gouvernement algérien.[réf. nécessaire]
Divers témoignages et sources[Lesquelles ?] avancent que ces massacres étaient soit perpétrés par le GIA, à l'instigation d'agents du DRS infiltrés ou d'islamistes « retournés », soit directement organisés par le DRS et ensuite revendiqués par la publication de faux communiqués du GIA.

## Les actions menées par le GIA

### En France
Le 24 décembre 1994, un commando du GIA détourne le vol AF 8969, parti d'Alger, avec pour but de le faire s'écraser sur Paris, si les autorités algériennes ne libéraient pas deux des responsables du FIS : Abbassi Madani et Ali Belhadj. Le GIGN reprend le contrôle de l'avion, à l'aéroport de Marseille-Marignane, en tuant les quatre preneurs d'otages.
Le 11 juillet 1995, le cheikh Abdelbaki Sahraoui est abattu d’une balle dans la tête, avec son secrétaire personnel, dans la salle des prières de la mosquée Khalid Ibn Walid, dans le XVIIIe arrondissement de Paris.
Entre juillet et octobre 1995, le GIA organise une série d’attentats en France.
L'attentat de la station Saint-Michel, commis le 25 juillet 1995, entraîne le bilan humain le plus élevé, avec huit morts et environ 150 blessés.
Le 11 juin 1999, par une lettre de menaces adressée à la presse, le GIA annonce un djihad sur le territoire français. Les raisons n'en sont pas clairement connues, bien que le changement de la politique française en Algérie ait pu être invoqué.[réf. nécessaire].
Outre la France, le groupe revendique également des implantations en Belgique, en Grande-Bretagne, en Italie, aux États-Unis, en Suède, au Maroc, ainsi que dans de nombreux pays d'Afrique du Nord et subsaharienne.

### En Algérie

#### Contre des Français
Le 8 mai 1994, deux religieux français (le père Henri Vergès et sœur Paul-Hélène Saint-Raymond) sont assassinés, par deux hommes armés de revolvers, dans le quartier de la Casbah, à Alger.
Le 3 août 1994, lors de l'attentat d'Aïn Allah à Dely Ibrahim, trois gendarmes français et deux agents de l’ambassade de France sont pris en otages et assassinés.
Le 27 décembre 1994, quatre Pères blancs, dont trois Français (Alain Dieulangard, Christian Chessel et Jean Chevillard) sont assassinés à Tizi Ouzou, en Kabylie.
Le 5 mai 1995, cinq coopérants dont deux Français (Richard Machabert et Jean-Claude Corjon), un Britannique (Edward Wilson), un Canadien (Janer MacGari) et un Tunisien (Moustafa Zemirli) sont assassinés dans les locaux de la société algérienne Anabib, près de Ghardaïa. Ces assassinats sont attribués au GIA, ce dernier ayant menacé d'éradiquer tous les étrangers qui viendraient apporter leur soutien au maintien de « la junte au pouvoir ».

#### Autres actions
Si le GIA se concentre à ses débuts sur les militaires, les intellectuels de gauche, les fonctionnaires et les étrangers, le groupe organise par la suite des massacres de civils :
Le 29 août 1997, près d'un millier de personnes sont tuées au village de Rais.
Le 22 septembre 1997, plus de 400 villageois sont tués en quelques heures à Bentalha.
En octobre 1997, le GIA tue 50 soldats de l'ANP à Sig, soutenu par le FIS, dans le Sud oranais.
En décembre 1997, on dénombre 400 morts à Ai Moussa.
En janvier 1998, le GIA fait plus de 1 000 morts à Had Chekala et 103 à Sidi Hamed.

### Doutes concernant l'implication du GIA
Le 1er août 1996, Pierre Claverie, évêque d'Oran, est tué avec son chauffeur, lors d'un attentat à la bombe. Cette attaque est officiellement imputée au GIA, mais cette version des faits est contredite par l'ancien général français François Buchwalter, qui affirme que ce sont les autorités algériennes de l'époque qui sont en partie responsables de cette opération, en rétorsion, de nouveau, au changement de politique décidé par la France envers l'Algérie.
Dans la nuit du 26 au 27 mars 1996, sept moines trappistes du monastère de Tibhirine, en Algérie, sont enlevés et séquestrés pendant deux mois,. L'assassinat des moines est annoncé le 21 mai 1996, dans un communiqué attribué au Groupe Islamique Armé. Les têtes des moines décapités ne sont retrouvées que le 30 mai 1996, non loin de Médéa, mais pas leurs corps. Ceci suscite des doutes concernant la thèse officielle expliquant leur décès.
L'identité des commanditaires de cet enlèvement, leur motivation ainsi que les causes réelles de l'assassinat font toujours l'objet de débats à ce jour.

### Les modes opératoires du GIA
Les modes d'action du GIA sont constitués d'actes isolés et spectaculaires, symptomatiques du terrorisme islamique, quant au choix de leurs cibles, ou de leur portée symbolique, au milieu d'actes de droit commun commis par tout mouvement de rébellion armée indépendamment de son idéologie :[évasif][Passage contradictoire] :
- Assassinats de membres des forces de l'ordre (policiers, gendarmes, militaires, gardes communaux, miliciens d'autodéfense…) ; assassinats d'intellectuels et d'artistes (écrivains, chanteur, chercheurs, professeurs d'université…) ; assassinats de ressortissants étrangers ; assassinats voire massacre de populations des zones semi-urbaines, notamment lors de faux barrages de contrôle[34] ; assassinats d'Algériens ayant accompli leur Service national ou ayant répondu au rappel de mobilisation.
- Enlèvements de femmes, considérées comme un butin de guerre ; enlèvements de futures victimes d'assassinats, entre autres.
- Sabotages d'usines et fabriques ; destruction d'écoles, lycées et établissements culturels ; destruction et sabotage des installations d'énergie et d'eau ; destruction et sabotage des voies ferrées, ponts, trains, bus, camions.
- Vols et opérations de racket.
- Véhicules piégés : emploi systématique des véhicules piégés dans les cités urbaines et bombes pour faire le maximum de victimes.

## Dirigeants du GIA

### Dirigeants principaux
- 1990 : Mohamed El Kheir ;
- 1990 : Noureddine Selamna[Note 1] ;
- 1992 : Moh Léveilly[Note 2] ;
- 1992 : Mansouri Meliani[Note 3] ;
- sept. 1992-juin 1993 : Abdelhak Layada[Note 4] ;
- juin-juil. 1993 : Aissa Ben Amar[Note 5] ;
- juil. 1993-fév. 1994 : Mourad Si Ahmed[Note 6] ;
- mars 1994-oct. 1994 : Cherif Gousmi[Note 7] ;
- 16 octobre 1994 : Mahfoudh Tadjine[Note 8] ;
- oct. 1994-juil. 1996 : Djamel Zitouni[Note 9] ;
- 14 juillet 1996 : Mouloud Hebbi[Note 10] ;
- 18 juil. 1996-2002 : Antar Zouabri[Note 11] ;
- mars 2002-juil. 2004 : Oukali Rachid[Note 12] ;
- août 2004-déc. 2004 : Nourredine Boudiafi[Note 13] ;
- décembre 2004 : Chaâbane Younès[Note 14].

### Émirs régionaux et autres membres du GIA
- Mokhtar Belmokhtar ;
- Rachid Abou Tourab, assassiné par ses proches en juillet 2004 ;
- Nabil Moustafa Sahraoui, tué fin juin 2004 près de Béjaïa (Petite Kabylie, 260 km à l'Est d'Alger), devenu émir national de GSPC ;
- Abdelmalek Droukdel, alias Abou Mossaâb Abdelouadoud. Artificier de GIA devenu émir du GSPC, puis a fait allégeance à Al-Qaïda ;
- Amari Saïfi, dit Abderrezak Le Para, ancien parachutiste, ancien numéro 2 du GSPC livré à l'Algérie par la Libye ;
- Abdelmadjid Broche, alias Ikrima, émir (chef) de la région de Skikda (500 km à l'Est d'Alger) ;
- Hassan Hattab, émir de la zone Est d’Alger ;
- Abou el-Haïtham, bras droit de Hacène Hattab ;
- Zerabib Ahmed (alias Abou el-Bara), originaire de Boudouaou, idéologue du GSPC Il signe les décrets appelant au djihad, supervise les actions de propagande et de diffusion idéologique du mouvement dans les couches populaires ;
- Abdelkader Souane (alias « Abou Thoumama », alias « Hadj Belkacem »), ex-émir de la katiba « er-Rabbania » du GIA, qui serait mort de maladie en juillet 2002 ;
- Mohammed Houti ;
- Mohamed Berrachad ;
- Yacine Napoli, émir local ;
- Moh Flicha, émir local ;
- Halouane Amrane, alias Hanzalah, 36 ans, natif de la ville de Thénia (w. de Boumerdès) éliminé au cours d’un ratissage mené par les services de sécurité dans le massif de Boukhenfer, région montagneuse enclavée entre le Nord-Est de Thénia et l’Ouest de la ville de Si-Mustapha. Il était monté au maquis en 1994 et faisait fonction d’« émir » de la « loudjna-el-askaria » (commission militaire) au sein de la seriat de la région Thénia-Si- Mustapha. Cette seriat fait partie de la katiba El Arkam ;
- Sid-Ali Rachid alias Abou Amine, originaire d'Aïn-El-Hamra dans la commune de Bordj- Menaïel ;
- Ali Benhadjar (émir de la « katiba Wafa’ » de Médéa et qui dirigera peu après la Ligue islamique de la Daawa et du Djihad, LIDD.) ;
- Anouar Heddam, membre du GIA ;
- Omar Eulmi, membre du GIA ;
- Saïd Makhloufi ;
- Hocine Kobbi ;
- Aït Bouali Abdelkrim ;
- Boutaf Ammar ;
- Selmane Djamel ;
- Mahdi Chemseddine ;
- Azzouz Mokrane ;
- Laalaoui Salim ;
- Rahali Tahar ;
- Mehdid Mohamed ;
- Djelloul Bouhamdi, alias Abou Oubeïda, membre du GIA ;
- Mohamed Saïd, ancien dirigeant du FIS devenus membres du GIA ;
- Abderrezak Redjam, ancien dirigeant du FIS devenus membres du GIA ;
- Djamel Zitouni, émir national du G.I.A ;
- Antar Zouabri, émir national du GIA ;
- Ali Benhadjar, émir régional du GIA, candidat du FIS aux élections législatives de 1991, il a bénéficié de la loi sur la « concorde civile » et vit aujourd’hui à Médéa. Il a été d’abord membre du GIA avant de fonder, en 1997, son propre mouvement armé, la LIDD ;
- Kada Benchiha de la zone 4 (chef du GIA pour l’Ouest) ;
- Amor Habchi, émir régional du GIA pour le Centre ;
- Ahmed Benaïcha, de l'AIS ;
- Chérif Gousmi, émir national du GIA ;
- Farid Achi, dhabit charîi [officier légal, exégète] du GIA ;
- Redouane Mohammed, dit Abou Bassir ou Makador [officier légal, exégète] du GIA ;
- Anouar Haddam, réfugié à Washington ;
- Mahfoud Tajin alias Abou Khalil émir national du GIA ;
- Hassen Kobbi, dit Abou Mossaâb ;
- Kerkar Rachid ;
- Rachid Oukali, dit Abou Thourab, émir national du GIA ;
- Chebouti, abattu en février 1994 ;
- Rabah Kebir, président de l’instance exécutive du FIS à l’étranger ;
- Abderezak Redjem, membre de la direction du F.I.S., qui avait rejoint le GIA en mars 1994 ;
- Habchi Mohamed ;
- Mahieddine Djamal, dit Merouan ;
- Sayah Attia dit « El Khan », ou « Abou Younès », émir de la katiba EKhadra de Médéa. Neutralisé en 1993 ;
- Belhout alias Abou Mouraïra, l’émir de la katibat EKhadra de Médéa ;
- M’hamed Houti, émir de la katibat EKhadra de Médéa éliminé, sur les hauteurs de Ksar El-Boukhari ;
- Kamareddine Kherbane ;
- Abdelkrim Ould Adda ;
- Rabah Kebir ;
- Moussa Kraouche ;
- Ahmed Zaoui ;
- Anouar Haddam ;
- Rabah Kébir.